# Liste des planètes de Dune

Les romans de l'univers de Dune inventé par Frank Herbert prennent place dans un vaste empire interstellaire, composé de plusieurs milliers de mondes. Le plus important, celui où prennent place la majorité des romans, est Arrakis, également appelée Dune, une planète entièrement désertique qui est l'unique source de l'Épice.
Les noms de planètes marquées d'un astérisque (*) dans la liste ci-dessous sont celles qui apparaissent dans les romans écrits postérieurement à l’œuvre d'Herbert, par son fils Brian Herbert et Kevin J. Anderson.
- Haut – A
- B
- C
- D
- E
- F
- G
- H
- I
- J
- K
- L
- M
- N
- O
- P
- Q
- R
- S
- T
- U
- V
- W
- X
- Y
- Z

## A
- IV Anbus (*) est une planète dissociée avant le Jihad butlérien.
- Alpha Corvus (*) est une planète synchronisée avant le Jihad butlérien.
- Arrakis, appelée « Dune » par les Fremen, est une planète entièrement désertique qui est l'unique source d'Épice dans tout l'univers, ce qui en fait un enjeu majeur de la politique impériale. Plus tard, son nom sera raccourci en « Rakis ».

## B
- Balut (*) est un monde de la Ligue avant le Jihad butlérien.
- Beakkal (*) est une planète couverte de jungle du système de Liabic. Elle accueille notamment un cimetière militaire regroupant des sépultures des Atréides et des Vernius. Elle est ciblée dans le cadre de la Grande Guerre de l'Épice.
- Bela Tegeuse est la troisième planète d'Alpha Leporis. Les Vagabonds Zensunnis y font étape durant leur migration interplanétaire. Avant le Jihad butlérien, c'est une planète synchronisée.
- Buzzell est une planète océanique réputée pour ses gemmones. Ces pierres précieuses particulièrement recherchées sont récoltées par les Phibiens, une peuplade humaine adaptée à l'environnement particulier de Buzzell. Avant le Jihad butlérien, c'est une planète dissociée. L'ordre du Bene Gesserit maintient une forteresse sur Buzzell, où il exile ses membres qui dévient de la norme. La planète est conquise par les Honorées Matriarches, puis reconquise par le Nouvel Ordre de Murbella. Le Tleilaxu Tylwyth Waff y relâche ses vers marins, qui détruisent les gemmones et tuent les Phibiens.

## C
- Caladan est le fief de la maison Atréides. Plus tard, son nom sera raccourci en « Dan ». C'est une planète recouverte d'une forêt luxuriante et à la pluie abondante. Lorsque Paul Atréides devient empereur, Gurney Halleck est nommé pour la diriger[1].
- La planète du Chapitre est la planète qui sert de base au Bene Gesserit après l'ère de Leto II. Son emplacement est tenu secret. À l'origine, son climat est tempéré, mais après la destruction de Rakis, la majeure partie de sa surface est transformée en désert afin d'y héberger le dernier ver des sables.
- Chusuk est la quatrième planète de Téta Shalish. Elle est réputée pour sa production d'instruments de musique de qualité, qui lui vaut le surnom de « planète des musiciens ». Le luthier Varota, célèbre facteur de balisette, en est originaire. Avant le Jihad butlérien, c'est une planète de la Ligue.
- Corrin est la planète éponyme de la maison Corrino. Lors du Jihad butlérien, elle constitue la dernière place forte d'Omnius, le chef des machines pensantes. La bataille de Corrin marque la fin du Jihad et la défaite des machines, mais elle laisse la planète dans un état inhabitable.

## D
- Dan est le nom de Caladan à l'époque des romans Les Hérétiques de Dune et La Maison des mères.
- Dune est un surnom de la planète Arrakis.

## E
- Ecaz est la quatrième planète d'Alpha Centuri B. L'un de ses produits est le « bois-brouillard », une substance végétale prisée des sculpteurs, car la seule pensée humaine parvient à le façonner. C'est une planète dissociée avant le Jihad butlérien.
- Ellram (*) est une petite colonie humaine qui est conquise par les machines pensantes en 189 AG. Tous les humains y sont tués ou réduits en esclavage.

## G
- Galacia (*) est une planète ravagée par des fremens mutins alors que Gurney Halleck était à leur tête. Il condamnera à mort le responsable de cette mutinerie. Cette planète apparaît dans Légendes de Dune.
- Gammu est le nouveau nom de Giedi Prime à l'époque des romans Les Hérétiques de Dune et La Maison des mères.
- Gamont est la troisième planète de Niushe. Elle est renommée pour sa culture hédoniste et ses étranges pratiques sexuelles. C'est l'une des planètes conquises par les Honorées Matriarches.
- Giedi Prime est le fief de la maison Harkonnen. C'est une planète dotée de peu de végétation car gravitant autour de l'étoile 36 Ophiuchi à la lumière très faible. Elle est riche d'une activité minière qui a ravagé son environnement. Plus tard, son nom sera changé en « Gammu » et son environnement quelque peu restauré[2].
- Ginaz est la planète d'origine des maîtres Ginaz, des escrimeurs renommés prisés des diverses maisons nobles de l'Empire comme gardes du corps, commandants d'élite ou professeurs d'escrime. Dès l'époque du Jihad butlérien, ils se couvrent de gloire en combattant les machines pensantes aux côtés des humains libres. La surface de Ginaz est presque entièrement recouverte d'eau, et seuls quelques archipels émergent à la surface.

## H
- Hagal est la deuxième planète de Théta Shaowei. Fief de la maison Hagal, elle est réputée pour ses pierres précieuses.
- Harmonthep est l'une des étapes de la migration interplanétaire des Vagabonds Zensunnis. C'est une planète dissociée avant le Jihad butlérien.
- Hessra (*) est un monde inhabité recouvert entièrement de glace. Durant le Jihad butlérien, six cogitors s'y installent.
- Honru (*) est un monde synchronisé avant le Jihad butlérien. En 195 AG, l'Armée du Jihad tente de libérer Honru mais elle est mise en déroute devant le nombre des forces robotiques. Les vaisseaux robots suicide annihilent la flotte du Jihad et cinq mille humains meurent au combat.

## I
- Ix est une planète réputée pour ses innovations technologiques. Son nom dérive du chiffre latin « IX » (9), bien que plus personne, à part le Bene Gesserit ou le Tyran, ne s'en souvienne. La série Avant Dune présente sa famille régnante, la maison Vernius. De sanglantes batailles s’y déroulèrent lors du Jihad Butlérien.

## J
- Jonction est le siège de la Guilde spatiale. Elle abrite l'unique école de Navigateurs, ainsi que de nombreux chantiers de long-courriers. Les Honorées Matriarches s'en emparent de force et y établissent à leur tour leur siège. C'est une planète de la Ligue avant le Jihad butlérien.
- Jongleur (*)  est la planète des maîtres conteurs. Leur art est périlleux, car il plonge leur auditoire dans une profonde hypnose qui peut s'avérer mortelle.

## K
- Kaitain est le siège du gouvernement impérial sous la maison Corrino après son départ de Salusa Secundus et jusqu'à l'avènement de Paul Atréides, qui installe sa capitale sur Arrakis.
- Kirana III (*) est un monde de la Ligue avant le Jihad butlérien.
- Kolhar (*) est un monde désert mais habitable, avant le Jihad butlérien. Proche du système de Rossak, il est choisi par Norma Cenza pour y produire des vaisseaux spatiaux équipés de moteurs pouvant franchir l'espace plissé.
- Komider (*) est un monde de la Ligue avant le Jihad butlérien.

## L
- Lampadas est une planète du Bene Gesserit, où se trouve l'une de leur plus grandes écoles de formation de Sœurs. Sa destruction par les forces des Honorées Matriarches entraîne la mort des millions de Révérendes Mères qui s'y trouvaient. Une seule, Lucille, parvient à en réchapper, sauvant ainsi la Mémoire Seconde de ses sœurs.
- Lankiveil est une planète froide, dont la principale exportation est la fourrure de baleine.

## N
- Naraj est une planète conquise par Muad'Dib dans Le Messie de Dune, celle où le fils du fremen Farok « a perdu ses yeux » au cours d'une bataille face à un brûle-pierres, un engin de guerre.
- Novebruns est le fief de la maison Metulli. À l'époque de la régence d'Alia, cette famille en vend la moitié contre 321 litres de Mélange, signe de la valeur toujours plus importante de l'Épice dans l'Empire.

## P
- Parmentier (*) est un monde de la Ligue avant le Jihad butlérien.
- Péridot (*) est une colonie humaine qui est conquise par les machines pensantes en 188 AG. Les quelques humains survivants à cette bataille sont transférés sur Giedi Prime.
- Pincknon (*) est un monde de la Ligue avant le Jihad butlérien.
- Poritrin est une planète fertile que les Zensunnis considèrent comme leur monde d'origine. Elle est décrite plus en détail dans le cycle Dune, la genèse. Fief de la maison Bludd, son agriculture prospère à l'époque du Jihad butlérien grâce à l'esclavage auquel sont soumis les Zensunnis et les Zenchiites. Elle perd en influence après la destruction de sa capitale lors d'une révolte d'esclaves.

## Q
- Quadra (*) est une planète synchronisée avant le Jihad butlérien.

## R
- Rakis est le nom d'Arrakis à l'époque des romans Les Hérétiques de Dune et La Maison des mères.
- Relicon (*) est un monde de la Ligue avant le Jihad butlérien.
- Richèse est le fief de la maison Richèse. Elle partage avec Ix un intérêt pour le progrès technologique. C'est un monde synchronisé avant le Jihad butlérien.
- Ros-Jal (*) est un monde de la Ligue avant le Jihad butlérien.
- Rossak est seulement mentionnée dans Dune comme une étape de l'exode des Vagabonds Zensunnis. Elle est décrite dans le cycle Dune, la genèse. Les êtres humains qui entrent en contact avec son environnement particulièrement toxique développent des mutations génétiques qui entraînent la mort des hommes, tandis que les femmes développent des capacités mentales surhumaines. C'est sur cette planète que se développe l'organisation des Sorcières de Rossak, l'ancêtre de l'ordre du Bene Gesserit.

## S
- Salusa Secundus est l'ancienne capitale de la maison Corrino. Durant le Jihad butlérien, elle sert de capitale à la Ligue des Nobles. Elle est ultérieurement bombardée avec des armes atomiques par une grande famille renégate, laissant sa surface ravagée et contraignant les Corrino à partir s'installer sur Kaitain. À l'époque de Dune, Salusa Secundus sert de planète-prison, et son environnement hostile et inhospitalier constitue le terrain d'entraînement des Sardaukars, les troupes d'élite de l'empereur. Les conditions extrêmes qui y règnent contribuent également à l’aguerrissement des Sardaukars. Dans un tel environnement, quasiment la moitié des prisonniers ne survit pas. Après la chute de Shaddam IV, la planète constitue le seul fief restant à la maison Corrino[3].
- Seneca (*) est un monde de la Ligue avant le Jihad butlérien.
- Souci (*) est une planète dissociée avant le Jihad butlérien.

## T
- La Terre est la planète d'origine de l'humanité. D'après le cycle Dune, la genèse, c'est sa destruction à coups d'armes atomiques qui marque le début du Jihad butlérien.
- Tlulax (*) est la planète d'origine du Bene Tleilax. C'est une planète dissociée avant le Jihad butlérien.
- Tupile, une planète mentionnée dans Dune où, à l'époque, une seule poignée de Mélange suffit à y acheter une demeure.
- Tyndall (*) est une planète dissociée avant le Jihad butlérien. En 181 AG, elle tombe sous le joug des machines pensantes. Trois ans après, en 178 AG, l'Armée du Jihad parvient à libérer Tyndall.

## U
- Ularda (*) est une planète synchronisée avant le Jihad butlérien.

## V
- La Colonie de Vertree (*) est un monde de la Ligue avant le Jihad butlérien.

## W
- Walgis (*) est une planète synchronisée avant le Jihad butlérien.
- Wallach VI, Wallach VII et Wallach IX sont des planètes de l'étoile Liaoujin. À l'époque de Dune, Wallach IX est le siège du Bene Gesserit. C'est une planète synchronisée avant le Jihad butlérien.

## Y
- Yardin (*) est une planète dissociée avant le Jihad butlérien.
- Yondair (*) est un système solaire de dix-neuf planètes synchronisées avant le Jihad butlérien.

## Z
- Zanbar (*) est un monde de la Ligue avant le Jihad butlérien.
- Zanovar (*) est le fief de la maison Taligari. Cette planète de villégiature est la première attaquée par l'empereur Shaddam IV durant la Grande Guerre de l'Épice. Son objectif est double : anéantir les réserves de Mélange de la planète, et se débarrasser de son demi-frère Tyros Reffa, qui s'y est réfugié. Les Sardaukars détruisent les villes majeures de Zanovar et ses réserves d'Épice, mais Tyros Reffa parvient à leur échapper.